# ریچارد فنسی
ریچارد فنسی (انگلیسی: Richard Fancy؛ زادهٔ ۲ اوت ۱۹۴۳) یک هنرپیشه اهل ایالات متحده آمریکا است. وی از سال ۱۹۸۴ میلادی تاکنون مشغول فعالیت بوده‌است.
او در فیلم مرد چمن‌زن ۲، ریچی ریچ ۲ و تا تو بودی بازی کرده است.